# ویلیام پنینگتون
ویلیام پنینگتون (زاده ۴ مه ۱۷۹۶ – درگذشته ۱۶ فوریه ۱۸۶۲) یک سیاستمدار و وکیل آمریکایی بود. او از سال ۱۸۳۷ تا ۱۸۴۳، سیزدهمین فرماندار نیوجرسی بود. پنینگتون یک دوره در مجلس نمایندگان ایالات متحده خدمت کرد و طی آن از سال ۱۸۶۰ تا ۱۸۶۱ به عنوان رئیس مجلس مشغول به کار بود.
در نوامبر ۱۸۵۸، پنینگتون به عنوان یک جمهوری‌خواه به نمایندگی از حوزه انتخابیه پنجم نیوجرسی برای مجلس نمایندگان ایالات متحده انتخاب شد و طی آن از سال ۱۸۶۰ تا ۱۸۶۱ پس از یک انتخابات طولانی مدت که ۴۴ دور در هشت هفته به طول انجامید رئیس مجلس نمایندگان شد.